# Nicolas Babin
Nicolas Babin, né le 9 avril 1966, est un entrepreneur et homme d'affaires français, spécialisé dans la ludification, l'innovation technologique et les technologies numériques. Il a notamment été Directeur chez Sony Europe de la robotique, de la communication et du marketing produit.

## Formation et début de carrière
Nicolas Babin a fait ses études à l'École supérieure des ingénieurs commerciaux de Bordeaux en sciences informatiques,. Il est titulaire d'un master Sales-marketing. En 1989, il entame sa carrière pour BNP Paribas, alors Banque nationale de Paris et habite alors à San Francisco, où il rencontre sa femme,. En 1992, il décide de quitter ce groupe pour prendre la direction des succursales française et allemande de Atwork Health Systems. Il rejoint par la suite la société Cats Software, basée à Palo Alto, en 1994, dont il a notamment permis l'introduction au NASDAQ en 1995, avant de devenir plus tard le directeur général de Cats EMEA à Londres.

## Entrepreneuriat dans l'industrie du numérique

### De 1997 à 2008: la période Sony
Nicolas Babin entre chez Sony en 1996, d'abord au service Cartographie numérique de Londres, dont il devient le directeur. Il participe ainsi au lancement des assistants de navigation, comme le GPS. 
En 2001, alors qu'il est basé à Bruxelles et qu'il est directeur européen du département robotique de Sony,, il participe au lancement de AIBO, le premier robot à l'intelligence artificielle destiné au grand public et du développement des futures mises à jour de ce robot,,. En 2004, il devient le directeur interne et externe de la communication pour Sony Europe et va contribuer à l'innovation et au marketing des nouveaux produits Sony,. En 2005, il participe également au lancement de la PlayStation Portable en Europe.
En 2006, lors de la polémique du rappel de batteries d'ordinateurs portables présentant un risque d'incendie (des ordinateurs Toshiba, Dell, Lenovo ou Apple étaient composés avec des piles au lithium produites par Sony, piles qui présentaient des risques d'incendie ; Sony a lancé ce qui fut alors la plus grande procédure de rappel de l'histoire),, Nicolas Babin était fortement impliqué dans la gestion de la crise.

### De 2008 à 2017: innovations technologiques
Nicolas Babin quitte Sony en 2008  pour rejoindre AT Internet (entreprise française spécialisée dans la mesure et le calcul des audiences de sites Internet) pour en devenir le directeur du développement international. Il occupera notamment ce poste lors du bug mondial ayant désactivé Google en 2009 ou lors de la décision de Microsoft d'autoriser d'autres navigateurs sur leurs machines,. En 2010, Nicolas Babin est nommé directeur général du groupe ConcoursMania, actuellement groupe Actiplay, spécialisé dans le jeu concours et le marketing. Il participe notamment à l'introduction en bourse du groupe ConcoursMania en 2010, ainsi qu'à son développement en Europe.
Il rejoint en 2013 le groupe Neopost, une entreprise concevant et fabriquant des machines spécialisées dans l'affranchissement du courrier, en tant que directeur du business development, poste qu'il occupe jusqu'en 2017.
Nicolas Babin est également membre du conseil d'administration de plusieurs grandes entreprises, comme Commanders Act (depuis 2011), MaxiCoffee (depuis 2012) ou GamFed (depuis 2013) ; une société qu'il a fondée en 2012 afin de développer la ludification devenue à ses yeux une véritable industrie, afin de « contribuer au rayonnement et à la structuration » de ce marché.

### De 2017 à nos jours: innovations, applications et conseil
En mars 2017, Nicolas Babin fonde sa propre société Babin Business Consulting, spécialisée en conseils marketing, innovation et business development qu'il préside depuis et dans laquelle il dispense des conseils à des entreprises en France et à l'étranger.
Nicolas Babin est également cofondateur ainsi que contributeur de DiabiLive,, une application permettant aux diabétiques de mieux gérer leur maladie, grâce à un système de suivi de la nourriture et de l'exercice, et surtout de mieux réagir en cas de crises. Il est également le responsable du développement à l'international de cette application,, notamment aux États-Unis, où elle attend l'autorisation de la Food and Drug Administration pour y être rendue disponible, mais également au Japon, au Canada ou aux Émirats arabes unis, au salon Arab Health Innov8. Dans ces différents pays, des ajustements sont effectués afin de correspondre au mieux aux habitudes alimentaires de ces pays. Diabilive a notamment gagné le Concours Lépine en 2016,, ainsi que le prix spécial « Innovations » du Consumer Electronics Show en 2018,. En plus du diabète, Babin cherche également à étendre ce système de traitement, plaçant le patient au cœur du programme, à d'autres maladies.
Il est de plus situé en tête du classement mondial des gourous de la gamification de mars 2018,.
Depuis 2020, Nicolas Babin est également consultant auprès de plusieurs groupes, comme Huawei, Google ou IBM sur des sujets concernant l'intelligence artificielle, les réseaux sociaux, la robotique ou la 5G,,. Il est nommé en 2023 Ambassadeur du digital à la Commission européenne.

### Autres activités professionnelles
Nicolas Babin donne également des conférences liées à son domaine d'activité dans les écoles supérieures de Bordeaux et de ses environs, comme par exemple à Epitech (où il donne des conférences sur le thème du marketing ou de la ludification) ou à Kedge Business School, ainsi que dans des lycées professionnels comme l'établissement Saint-Jean Bosco,.
Lors du salon spécialisé consacré au Big data à Paris en mars 2018, Nicolas Babin participe notamment aux questions liées à la transparence des données.
Lors de la troisième édition de la semaine digitale de Bordeaux de 2013, Nicolas Babin intervient en tant que conférencier afin d'aborder la gamification. Nicolas Babin rédige également des articles pour les sites internet Gladiacteur et IndieWatch, spécialisés dans le marketing et le jeu,.
En août 2017, il fonde avec sa femme une société spécialisée dans l'immobilier à Bordeaux.
En avril 2019, il est élu président de l'Association de Sauvegarde du Site d'Arcachon, une association protégeant et valorisant le patrimoine de la ville d'Arcachon, à la suite d'une assemblée générale,. En 2020, il cède cette fonction à Hélène Gracieux.  
Pendant la pandémie de Covid-19, il écrit un livre, traitant de l'évolution et du futur des nouvelles technologies,,.

## Vie personnelle et engagements
Nicolas Babin est issu d'une famille originaire de Varennes-en-Argonne. Son grand-père, Jean Babin, était le recteur de la région. Il a notamment permis la création d'un collège à Varennes. Nicolas Babin défend à son tour ce collège en 2017 (collège portant désormais le nom de Jean Babin), lorsque ce dernier est menacé de fermeture, déclarant que « détruire ce collège, cela serait faire mourir la ville ». 
Nicolas Babin épouse Sara E. Ashworth. De cette union naquirent deux enfants, Jean et Philippe.

## Ouvrages
- 2021 : Le chien qui parlait : Une immersion dans les nouvelles technologies[7]